# Beleg van Sluis (1587)
Het Beleg van Sluis (1587) was tijdens de Tachtigjarige Oorlog een belegering op vestingstad Sluis in het graafschap Vlaanderen vanaf begin juni dat jaar, door Parma. Het lukte Leicester niet om samen met Maurits en Hohenlohe succesvol Sluis te (laten) ontzetten. Op 5 augustus moest Sluis op een eervolle wijze capituleren.

## Aanloop
De stad Sluis klaagde in 1579 reeds dat zij geen hulp van Brugge kreeg, niet van de Vier Leden van Vlaanderen, noch van de Generaliteit. Ze werd genoodzaakt kloostergoederen te verkopen zodat zij op eigen kosten vestingwerken tegen vijanden kon opwerpen. Tussen 1583 en 1586 heeft zij op eigen kosten achterstallig soldij moeten betalen aan de in opstand gekomen soldaten.
Op 1 november 1585 werd graaf Maurits bevorderd met de titel stadhouder en kapitein-generaal en admiraal van Holland en Zeeland, met de titel Prins van Oranje. Daarnaast op 6 februari als gouverneur-generaal. Op 24 maart 1586 werd zijn gezag vergroot zodat hij hoger zou staan dan Leicester. Leicester wilde Axel innemen zodat de Engelsen een steunpunt zouden verwerven landinwaarts. Hij droeg deze inname aan Maurits op. Deze trok op 16 juli met Philip Sidney en een leger van drieduizend soldaten naar Axel om deze stad in te nemen. Maurits' eerste wapenfeit. De Staatsen nestelden zich in de omgeving en wierpen schansen op. Meteen trok een koerier naar Neuss om Parma hierover in te lichten.
Arnold van Groenevelt was bevelhebber in Sluis. Hij had het bevel over achthonderd manschappen. Hij had goede aanvoerders als Nicolaas de Maulde, Adolf van Meekerke, zijn jonge broer Heraugiere. Groenevelt was naar William Russell gegaan, die Sidney had opgevolgd als bevelhebber van Vlissingen. Hij kreeg van hem versterking van achthonderd Engelsen onder Roger Williams, Huntley, Baskerville, Francis Vere, Georges en Hart.

## Beleg
Parma's leger mat naar schatting in totaal zes- tot achtduizend man die vanaf begin juni het beleg sloegen voor Sluis. Vanuit Sluis pleegden de verdedigers onophoudelijk uitvallen tegen acht vendels van het beroemde spaanse legioen "Tercio Viejo" en wisten er veel gevangen te nemen of hen te dwingen hun stellingen te ontruimen. Parma vond van zijn kant dat alle eer zijn manschappen ten deel viel. Ze moesten approches graven waar het land geen land was, en het water geen water. Ze werden blootgesteld aan overstromingen en vernietigend vuur boven de schansen. Dat alles terwijl ze voortdurend werden aangevallen. Hetzelfde gold voor de burgers, zelfs de vrouwen vormden een legertje, een Amazonenleger onder leiding van Catharina Rose en Maaiken in den Hert. Met hun eigen handen hadden ze een schans opgeworpen tussen de stad en het Kasteel van Sluis "Vrouwenberg" of "Venusberg" genaamd. De belegerden vroegen de Staten en Leicester om hulp, kapitein Hart moest drie keer de gracht doorzwemmen om de brieven te verzenden. Na een maand sloeg de vermoeidheid toe. De approches waren dicht bij de vesting genaderd. Acht dagen lang werd de strijd ondergronds gevoerd met pieken, vuurroer en ponjaard.
Leicester was op 4 juli van huis gegaan en had drieduizend verse soldaten meegebracht waarmee hij op 6 juli arriveerde. Toen hij Oostende voorbij zeilde was hij getuige van aanhoudend schieten tussen Sluis en Parma's legerplaats. Hij zag dat een ontzet niet meer serieus kon worden genomen. Hij voer naar Vlissingen. Daar werd met Maurits besproken welke plannen tot ontzet gemaakt zouden worden, hetgeen weer tot krakeel en verwarring leidde. De bevelhebbers van Sluis wensten een vloot die met geweld een toegang tot de haven zou openen, terwijl tegelijk te land een leger met de versterkingen van Leicester tegen Parma zou oprukken. Leicester keurde het plan goed.

### Inname van het kasteel en bresschieten
Op 10 juli vielen de Spanjaarden op drie verschillende plekken over de gracht bij het kasteel. Daar werd de strijd in approches en op de wallen acht nachten lang gestreden. Op de negende dag was een bres gelagen die groot genoeg was dat er een man en een paard doorheen kon. Die dag werd van alle kanten aangevallen in een bestorming die vijf uren duurde. Het kasteel werd ingenomen. Intussen was in Vlissingen de maand juli verstreken met het voeren van twisten en het maken van tegenstrijdige plannen, maar Sluis werd aan haar lot overgelaten. Het bresschieten in Sluis was al gestaakt. Wat er van de bezetting over was leefde op de wallen, ze sliepen en vochten daar dag en nacht. Van de zestienhonderd man waren er nog maar zevenhonderd inzetbaar, de rest was dood of gewond.
De belegerden stuurden een bode naar de Staten met een kennisgeving dat ze niet langer verzet konden bieden. De bressen waren intussen zo groot dat er honderd man naast elkaar binnen konden stormen. Een bres van vierhonderd schreden, een bres van zestig en een bres van vijftig schreden. Achttien nachten onafgebroken werden die bressen verdedigd. Als het Staatse leger niet binnen twee dagen zou komen om Sluis te ontzetten, moesten zij noodgedwongen capituleren. Ze verzekerden de Staten dat in het geval zij niet de meest eervolle voorwaarden aangeboden zouden krijgen ze de stad op honderd plaatsen in brand zouden steken om daarna gezamenlijk de stad uit te trekken voor een laatste uitval. Ze zouden dan of door de linies breken, of daarbij sneuvelen. Men was bereid om tot het uiterste te gaan. De bode verdronk echter en bereikte de Staten nooit. De brief viel in handen van Parma, wat later nog een rol zou gaan spelen met betrekking van de afloop van de belegering.

### Blokkade en poging tot ontzet

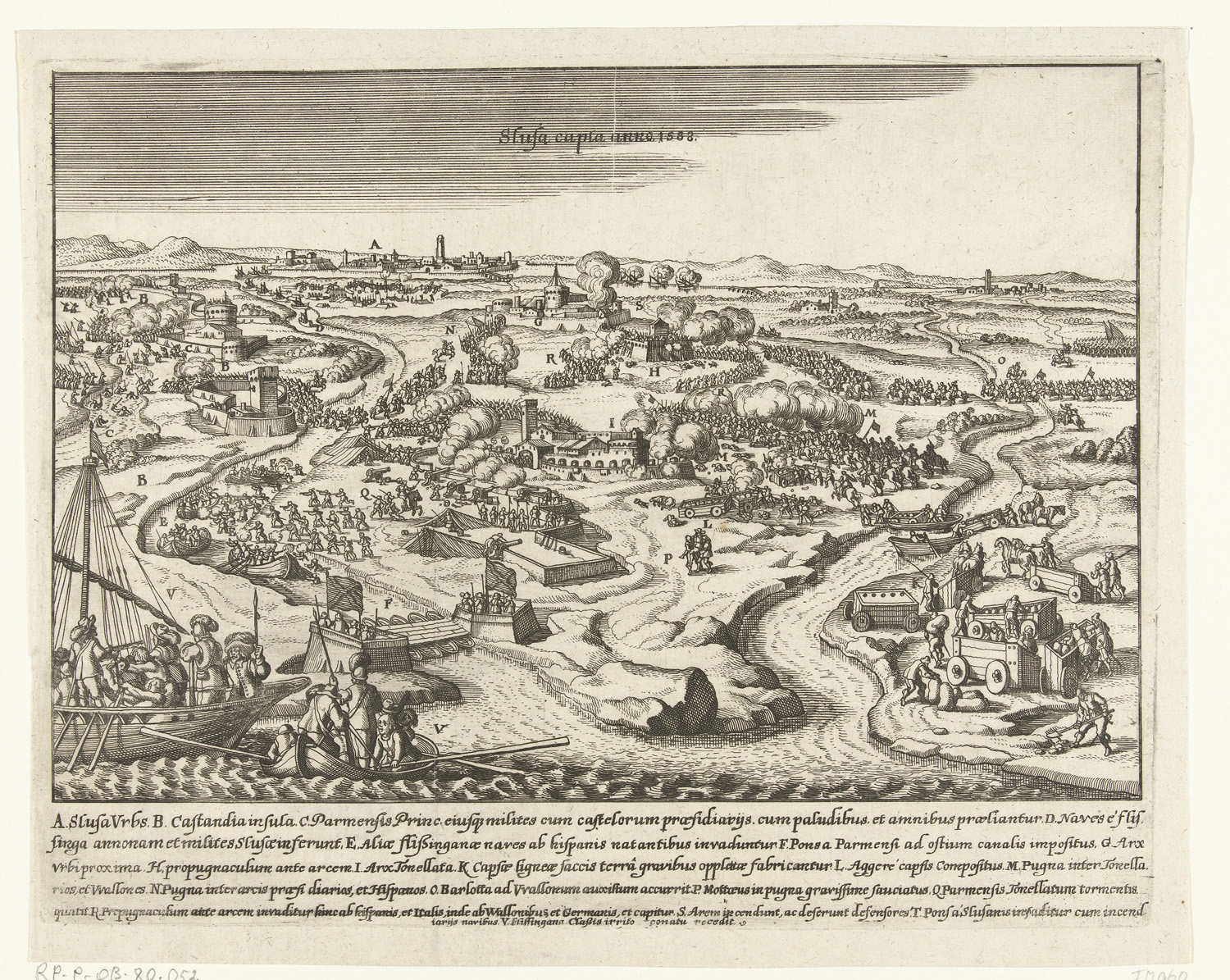
Overzicht met de pogingen tot ontzet en de verovering. Links de vloot van Leicester bij het water afgesloten door schepen van Parma (Collectie: Rijksmuseum Amsterdam)

Maurits was op weg naar Sluis met een vloot vanaf zee. Leicester had Maurits achteraf beschuldigd dat hij opzettelijk getreuzeld zou hebben. Hij voelde zich niet serieus genomen door de Staten en had zich zelfs laten ontvallen "dan maar liever terug te keren naar Engeland". Parma's gevreesde brug werd intussen voltooid. De haven was nu ingesloten door een sterke houten wal volgens eenzelfde plan als de beroemde brug waarmee hij de Schelde tijdens het Beleg van Antwerpen (1584-1585) had afgesloten twee jaar eerder. Leicester liet nog branders bouwen die met de eerste vloed naar de brug afgedreven moesten worden. In Vlissingen wilden burgers op eigen initiatief een vloot uitrusten en naar Sluis varen. Maar volgens zeggen zouden de Nassaus daarover grote ontevredenheid hebben laten blijken. Dat laag-geboren burgers de overmoed hadden zich met zo'n belangrijke onderneming te bemoeien.
Intussen was Leicester in beweging gekomen. Een leger van drie- tot vierduizend man verscheepte hij naar Oostende. Vandaar trokken ze naar Blankenburg. Hij dacht dat als hij die kleine haven kon veroveren Parma van de zee kon afsluiten. Daarmee hoopte hij dat Parma het beleg zou afbreken of op te schorten. Maurits zou bij gelegenheid de toegang tot de haven van Sluis met geweld te openen. Het plan werd niet behoorlijk uitgevoerd. Als de Staatsen daadwerkelijk bij Blankenburg voet op de wal hadden gezet zou Parma (zoals hijzelf achteraf verklaarde) inderdaad gedwongen zijn geweest het beleg af te breken. Leicester liet enkele voorposten innemen, Parma reageerde meteen door enkele vendels daarheen te sturen. Toen deze in het zicht van de Staatsen waren sloeg (tot verbazing van de Spanjaarden) het hele Staatse leger op de vlucht. De vloot voer weer terug naar Oostende. Maurits had gedacht dat het voltallige Spaanse leger op hen af kwam en  ze waren daar niet sterk genoeg voor om een confrontatie aan te gaan. Hij was zelf naar Sluis gevaren, maar had de rest van de vloot werkeloos laten liggen. De volgende nacht lieten ze de branders afdrijven, slechts eentje ontplofte, maar miste zijn uitwerking. Leicester liet zich in zijn boot rondom de vloot roeien om toezicht te houden op het waterpeil. Op het moment dat hij het peil goedkeurde kwamen loodsen op zijn Pinas en verklaarden dat zij weigerden zich in te laten met de onderneming die zij onuitvoerbaar achtten. Nergens was een ankerplaats te vinden waar zij buiten schootsveld zouden kunnen liggen. Maurits was het met de loodsen eens en wilde eerst met de Staten overleggen voordat hij zich in zo'n hachelijke onderneming zou storten. Leicester was woedend op alles en iedereen.

### Overgave

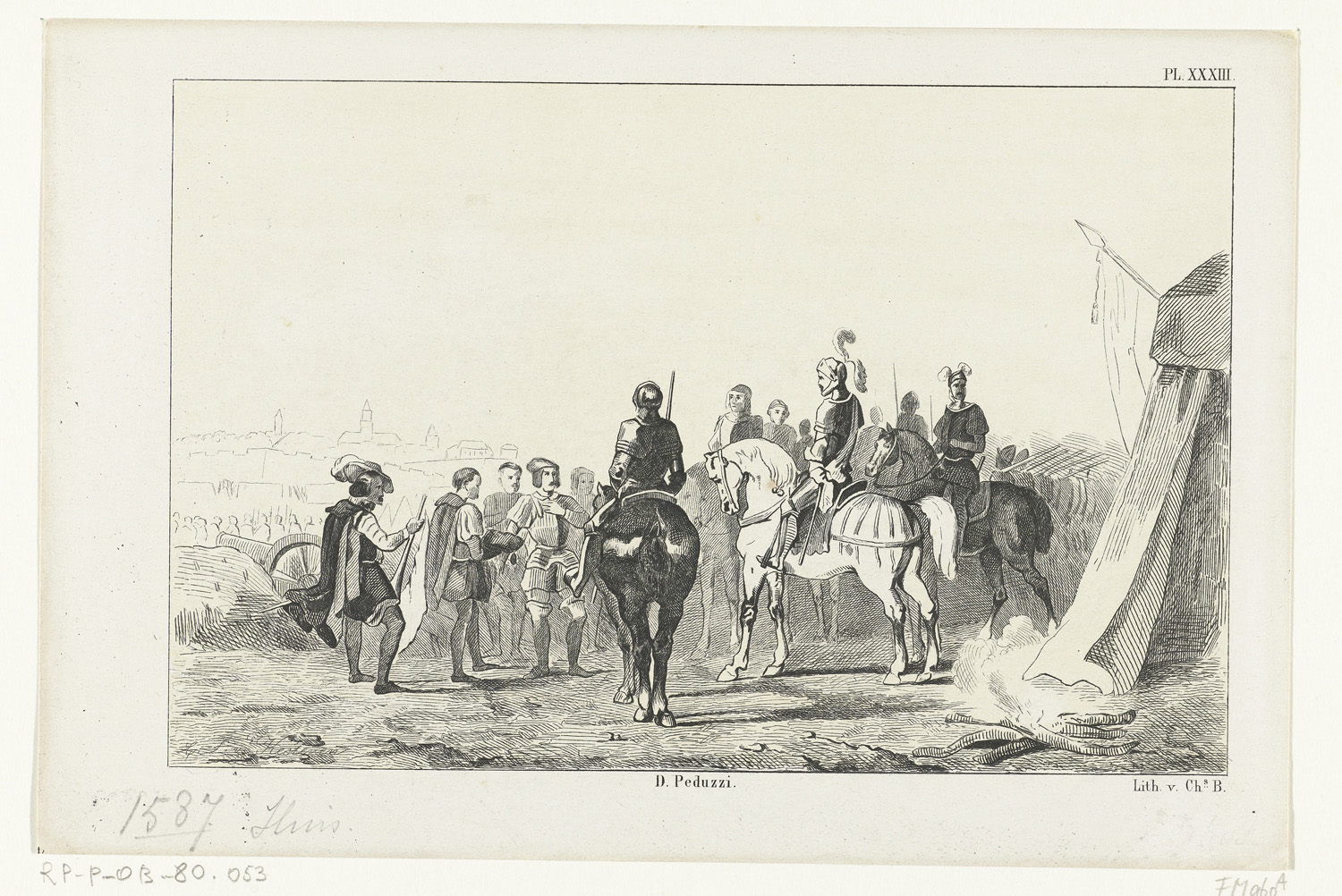
Parma geeft complimenten. Fantasie tekening uit 1853-1861 van D.A. Peduzzi. (Collectie Rijksmuseum Amsterdam)

Intussen zagen de verdedigers van Sluis de vloot arriveren, maar ook omkeren en weer wegvaren, aan de horizon verdwijnend. Hiermee was hun lot beslist. Ze traden in onderhandeling met Parma (die op de hoogte was van hun wanhopige voornemen) over een eervolle overgave. Die werd hun op 5 augustus toegewezen door Parma. Met vliegende vaandels, brandende lonten, kogels in de mond en bagage mochten zij de stad uittrekken. Diegenen die zich aan Spanje en de katholieke leer wilden onderwerpen mochten blijven. Zij die verkozen te vertrekken werd een redelijke tijd vergund. Achthonderd doden en gewonden, buskruit om het nog twee uur vol te houden. Men had de stad niet langer meer dan drie uren kunnen houden. Op vijf augustus trok Parma de stad binnen. Roger Williams droeg zijn vergulde, enigszins gedeukte, helm voorzien van grote vederbos, die duchtig geplukt was. Parma groette hem met een in het oog springende achting, maakte enkele beleefde opmerkingen en bood hem een baan in zijn leger aan. Roger Williams antwoordde bescheiden: 
Mijn degen is eigendom van koningin Elizabeth, als hare majesteit mij niet langer nodig heeft, zal ik ten dienste staan voor de koning van Navarre.
 Parma was tevreden met dit antwoord en vroeg vervolgens naar kapitein Baskerville. Hij gaf hem nog grotere complimenten dan aan Williams. Ten overstaan van iedereen omhelsde hij hem toen zij aan elkaar werden voorgesteld. Parma riep: 
Geen vorst in Europa heeft een dapperder man in zijn dienst, dan deze Engelsman is.

## Nasleep
Intussen waren de Staten verwikkeld in andere zaken. De niet uit te roeien ijverzucht tussen de aanhangers van Leicester en de partij van Johan van Oldenbarnevelt. Men dacht niet aan een ontzet van Sluis. Men dacht dat als de stad gewonnen zou zijn koningin Elizabeth haar misschien we aan Filips zou schenken als prijs waarvoor zij de vrede kocht. Maurits en Hohenlo ondernamen een strooptocht in Brabant om Parma van het beleg weg te lokken en hij gedwongen zou zijn een deel van zijn leger onder Haultepenne daarheen te sturen, teneinde hem te verzwakken. Die strooptocht was niet voor niets, tijdens een schermutseling tussen Hohenlohe en Haultepenne, sneuvelde de laatste. De Engeler Schans werd ingenomen, waarmee 's-Hertogenbosch in gevaar kwam, daardoor kreeg Leicester zijn ontzettingsleger niet. Hohenlohe wilde de troepen van Haultepenne geen gelegenheid geven om Parma's troepen te versterken. Parma liet zicht niet meer afleiden; hij stuurde slechts enkele vendels naar Brabant, maar zijn hoofdmacht bleef voor Sluis liggen.
Op 5 augustus was het doek voor Sluis gevallen. De burgerij had zich dapper geweerd, maar Leicester had het ontzet niet goed doorgezet. Naarmate het vertrouwen in Leicester daalde, groeide het vertrouwen in Maurits. Leicester op zijn beurt viel als een dolleman uit tegen Hohenlohe, Maurits en de Staten. Hun verzuim en partijzucht was volgens hem de oorzaak van het verlies van Sluis. Echter na het vertrek van Leicester hield de tweespalt niet op, hetgeen in het voordeel van Parma was. Leicesters rol was uitgespeeld. Hij werd teruggestuurd naar Engeland, hij vertrok op in oktober en was op 21 november weer in Engeland waar hij zich aan de voeten wierp van de koningin.
Op 23 juli sloot men in Sluis de stadsrekening. Ontvanger Hendrik van de Coutere kwam nog 695 pond tekort. Parma kon nu op Oostende na de gehele Vlaamse kust beheersen en trok nu het leger samen in Vlaanderen terwijl in Spanje de Spaanse Armada werd toegerust. Parma zou de aankomst van deze vloot in de Nederlanden dan ondersteunen, maar de vloot werd echter grotendeels vernietigd door Francis Drake, waarop Parma naar Bergen op Zoom trok met dertigduizend soldaten. Deze belegering en die van Heusden mislukte. Maurits tien succesvolle jaren waren hiermee aangebroken. Maurits zou met zijn veldtocht van 1591 veel gebieden heroveren. Ook Sluis zou met het beleg van 1604 door Maurits weer onder Staats gezag komen.